# Giuseppe Graziosi
Giuseppe Graziosi (Savignano sul Panaro, 25 gennaio 1879 – Firenze, 2 luglio 1942) è stato uno scultore, pittore, grafico e fotografo italiano.

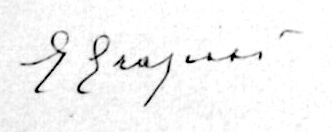
Firma di Giuseppe Graziosi

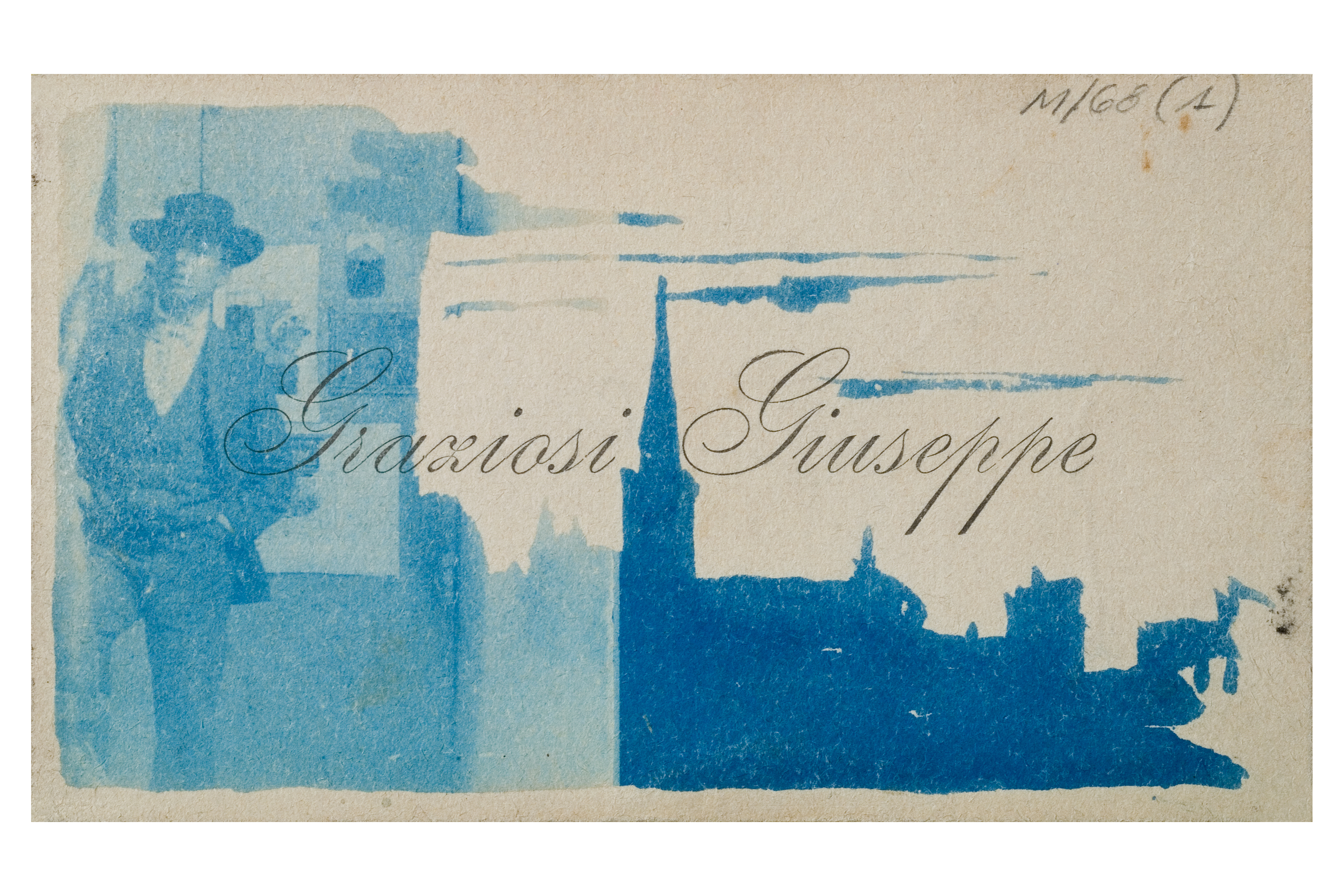
Biglietto da visita di Giuseppe Graziosi, Modena, Museo Civico

Artista versatile, la sua opera rappresenterà un punto di riferimento fondamentale per molti artisti modenesi operanti lungo tutta la prima metà del Novecento. Nonostante la permanenza a Firenze e a Milano, Graziosi non perderà mai i contatti con Modena, ove continua a partecipare attivamente alle vicende culturali attraverso la partecipazione alle rassegne espositive locali e ai principali cenacoli artistici quali l'Accademia del Fiasco e l'Associazione degli Artisti e della Stampa.

## Biografia

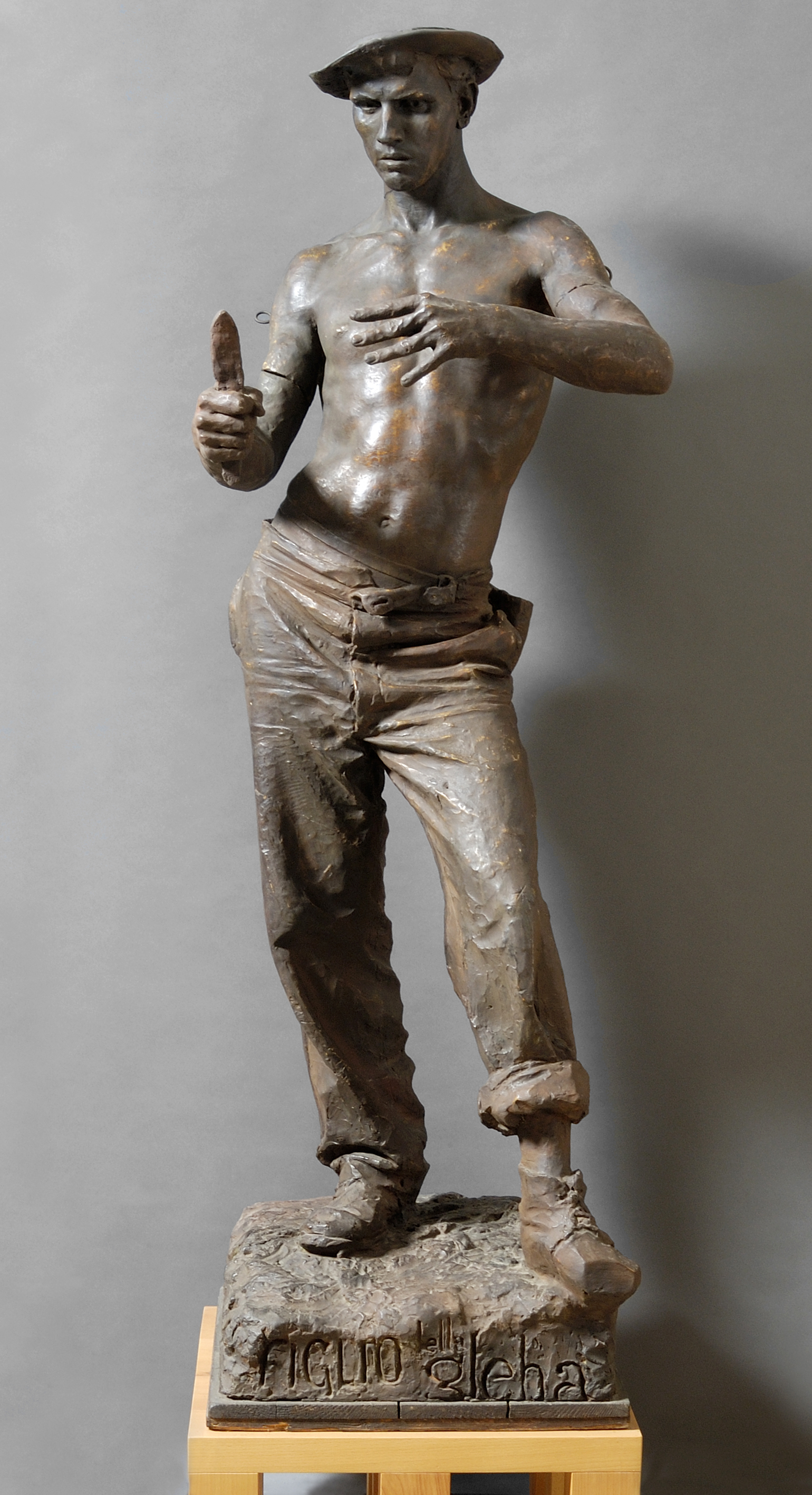
Giuseppe Graziosi, Il figlio della Gleba, 1898, Modena, Gipsoteca "Giuseppe Graziosi"

Giuseppe Graziosi nasce il 25 gennaio del 1879 a Savignano sul Panaro (Modena) da Pietro Graziosi e Angela Marchi, mezzadri del fondo Mombrina di proprietà di Arsenio Crespellani, sindaco del piccolo borgo e affermato archeologo. Intuite le doti del giovane, Crespellani e la moglie Emilia ne finanzieranno l’iter formativo a Modena, Firenze, Roma e Parigi.
Graziosi muore a Firenze il 2 luglio del 1942. Il 30 settembre viene commemorato a Maranello (Modena) da amici, colleghi e autorità tra i quali Ardengo Soffici, Felice Carena, che pronuncia l’elogio funebre, Baccio Maria Bacci, Francesco Messina, Luciano Minguzzi e Italo Griselli.

### Gli anni della prima formazione a Modena
Dal 1892 al 1898 compie il primo tirocinio artistico al Regio Istituto di Belle Arti di Modena dove frequenta il corso speciale di scultura sotto la guida di Giuseppe Gibellini, che lo indirizza verso referenti figurativi che oscillano tra un purismo di ascendenza bartoliniana e un’urgenza verista in linea con le esperienze della scultura napoletana prodotte da Achille D'Orsi, Filippo Cifariello e Vincenzo Gemito. Ne sono un esempio opere quali La cicca (Modena, collezione privata), i ritratti dei coniugi Crespellani e Il san Giovanni Battista, premiato alla mostra della Società d’Incoraggiamento di Modena del 1897.
Nel 1898 termina l’ultimo anno di tirocinio con la statua dal vero Il figlio della gleba,  presentata e lodata all’Esposizione Nazionale di Torino, e che mostra l’adesione a quel Realismo Sociale vicino ai modi di Constantin Meunier. 
A partire da quest’anno Graziosi concorre per tre volte (1898, 1902-1903 e 1907) alle prove previste per il Concorso del Pensionato Artistico Nazionale di Roma, senza riportare alcun successo.

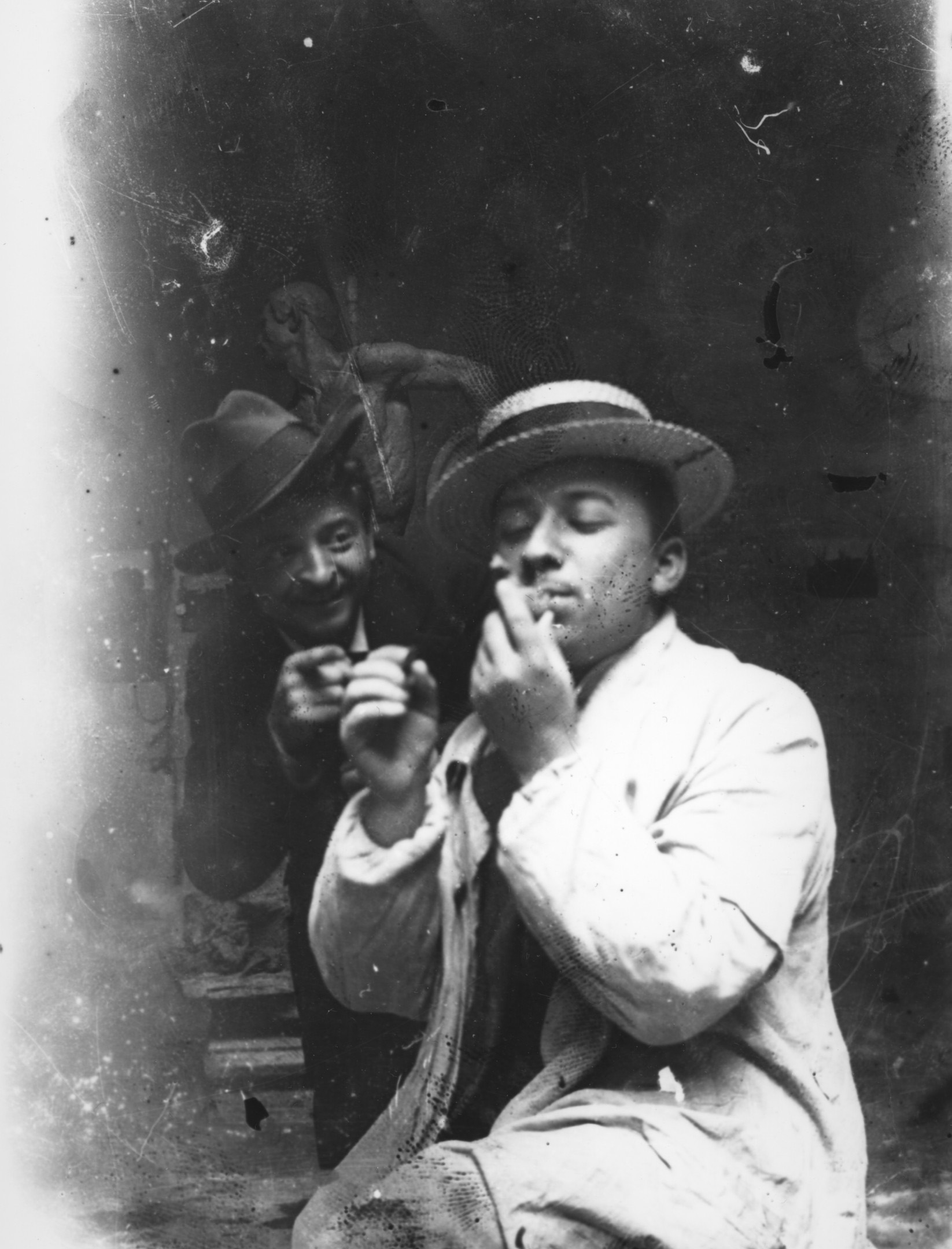
Graziosi e compagni all'Accademia di Belle Arti di Firenze

### Il passaggio a Firenze

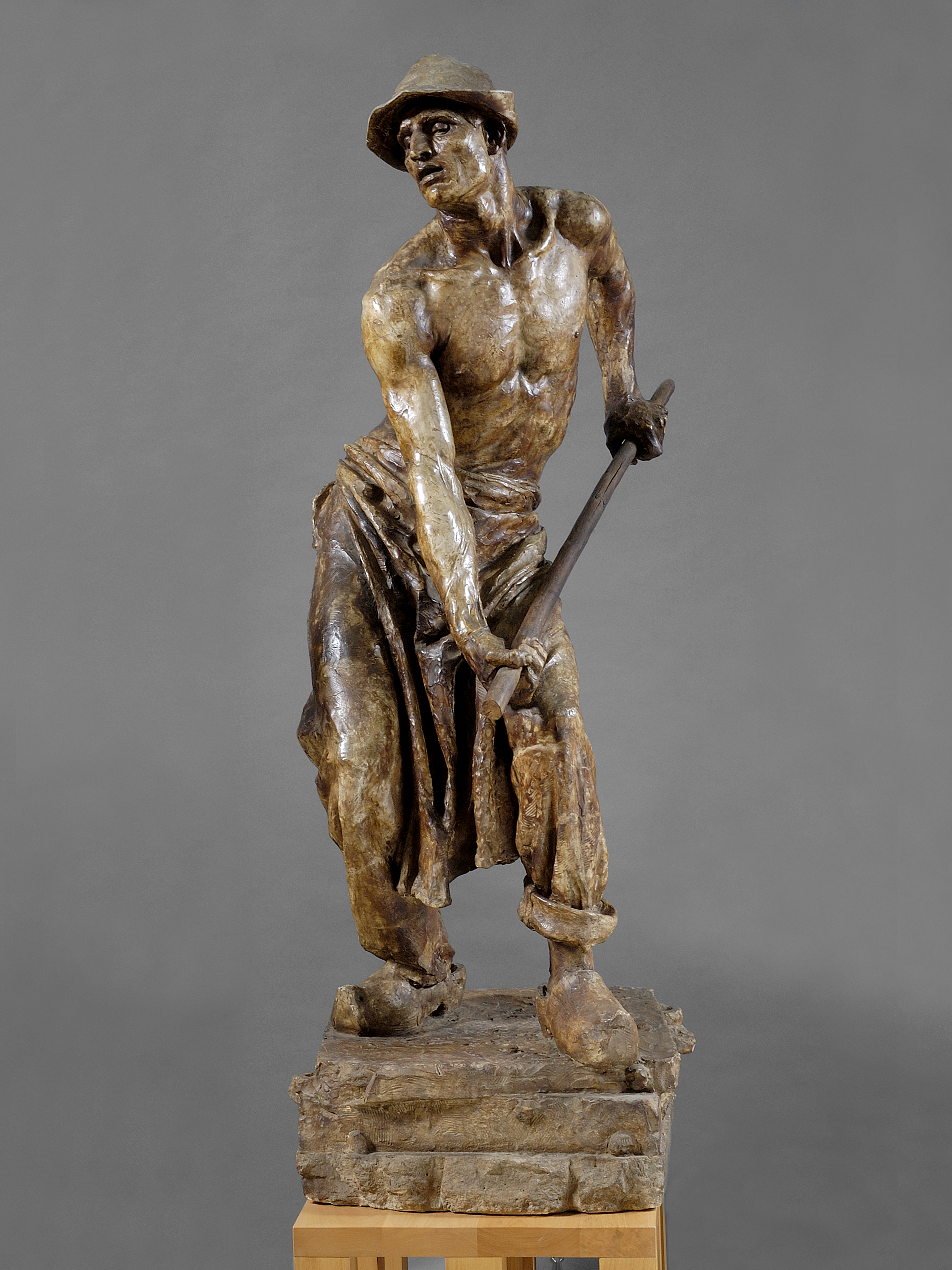
Giuseppe Graziosi, Il fonditore, 1899, Modena, Gipsoteca "Giuseppe Graziosi"

Segue il passaggio all’Accademia di belle arti di Firenze dove frequenta la Scuola Libera di Nudo sotto la guida dello scultore Augusto Rivalta che, tra l’altro, accoglie il giovane nel suo studio per fare pratica. All’epoca Giovanni Fattori insegnava pittura nella sezione femminile e il suo studio diventa probabilmente meta di pellegrinaggio per Graziosi e compagni. Tra questi si ricorda Ardengo Soffici, l’amico di una vita col quale condivide l’interesse iniziale per l’arte dei macchiaioli e per il divisionismo.
Sarà la frequentazione della Fonderia del Pignone di Firenze a suggerirgli l’idea per la statua Il fonditore (Modena, Gipsoteca “Giuseppe Graziosi”), eseguita nel 1899 a Modena e presentata all’Esposizione Universale di Parigi del 1900 ove Graziosi si aggiudica una medaglia di bronzo. Nel frattempo ottiene l’abilitazione per l’insegnamento di disegno nelle Scuole tecniche e normali.

### Il passaggio a Roma
Dal 1900 al 1901 presta servizio militare a Roma nella caserma della Traspontina come addetto dapprima alla Sezione Fotografica di Monte Mario, e poi alla sezione restauri di Castel Sant'Angelo. Tra i commilitoni stringe amicizia con il pittore Ezio Castellucci.
Al termine del servizio militare, nel 1902 seguirà un periodo di perfezionamento a Roma, ove frequenta la Scuola Libera di Nudo presso l’Accademia di Belle Arti.

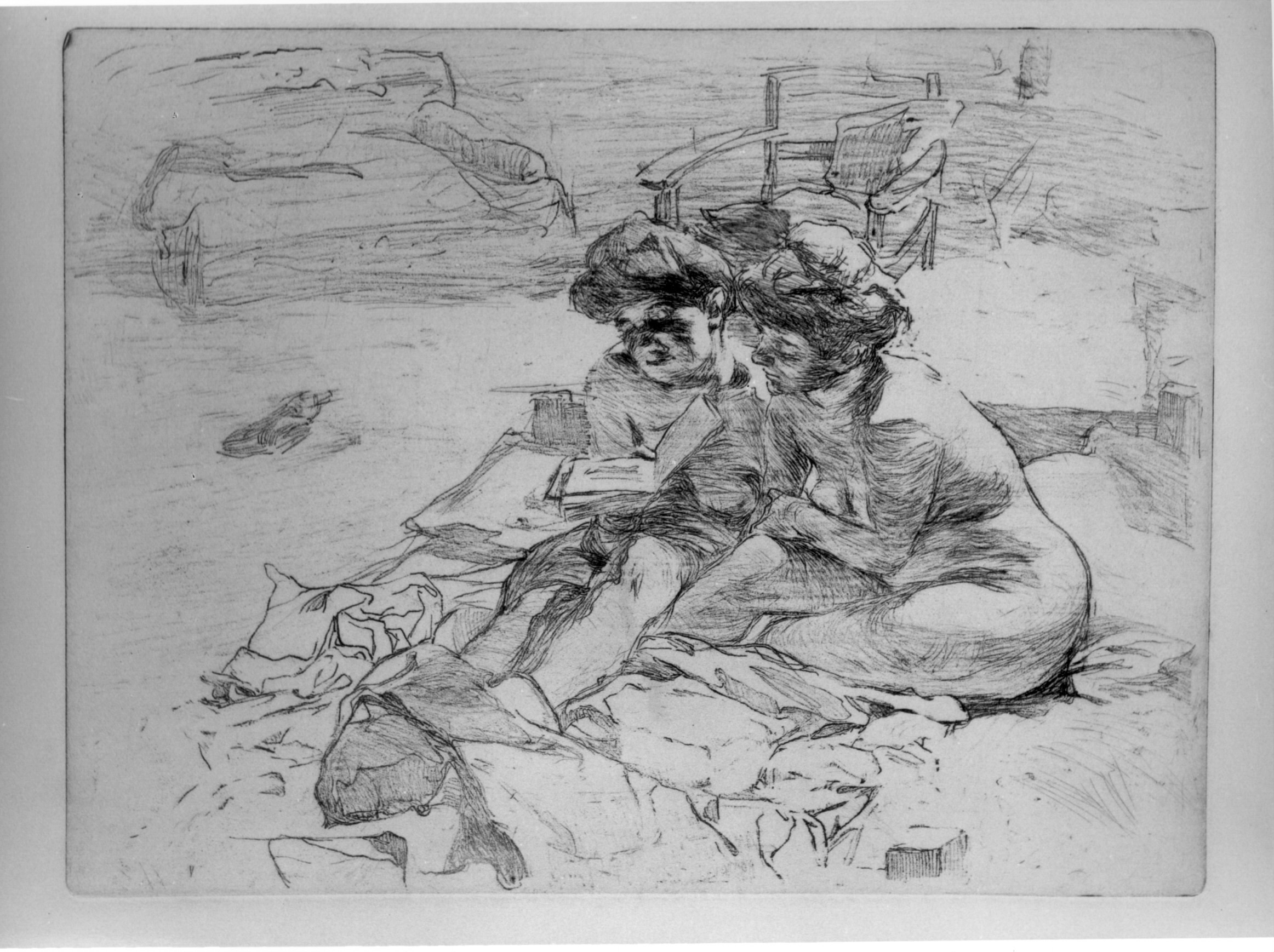
Giuseppe Graziosi, Due donne sedute intente a leggere, 1903, Modena, Gipsoteca "Giuseppe Graziosi"

Gli anni romani se da un lato registrano una transitoria inclinazione simbolista, di cui il bassorilievo per la tomba di Arsenio Crespellani nel Cimitero di San Cataldo a Modena, ispirato a modelli bistolfiani, è forse l’unica testimonianza; dall’altro rivelano un interesse sempre più crescente per le simpatiche scene di genere rurale ispirate a Cecioni e per Rodin, come testimoniano le sculture I testardi e L’uomo che si leva la camicia [All’opera], in mostra, insieme ad altre opere, alla LXXII Esposizione della Società Amatori e Cultori di Belle Arti.

### La breve permanenza a Parigi
Nel 1903 Graziosi soggiorna a Parigi dove è presente anche l’amico Ardengo Soffici. Nella città lavora per un cliente tedesco e collabora con lo scultore carpigiano Salesio Lugli, già compagno di studi presso l’Istituto di Belle Arti di Modena. Carico di aspettative, Graziosi rimane deluso dalla situazione artistica che vi imperversava, dichiarando rinsaldata la propria ammirazione per l’arte del passato e per i già noti Millet e Rodin.

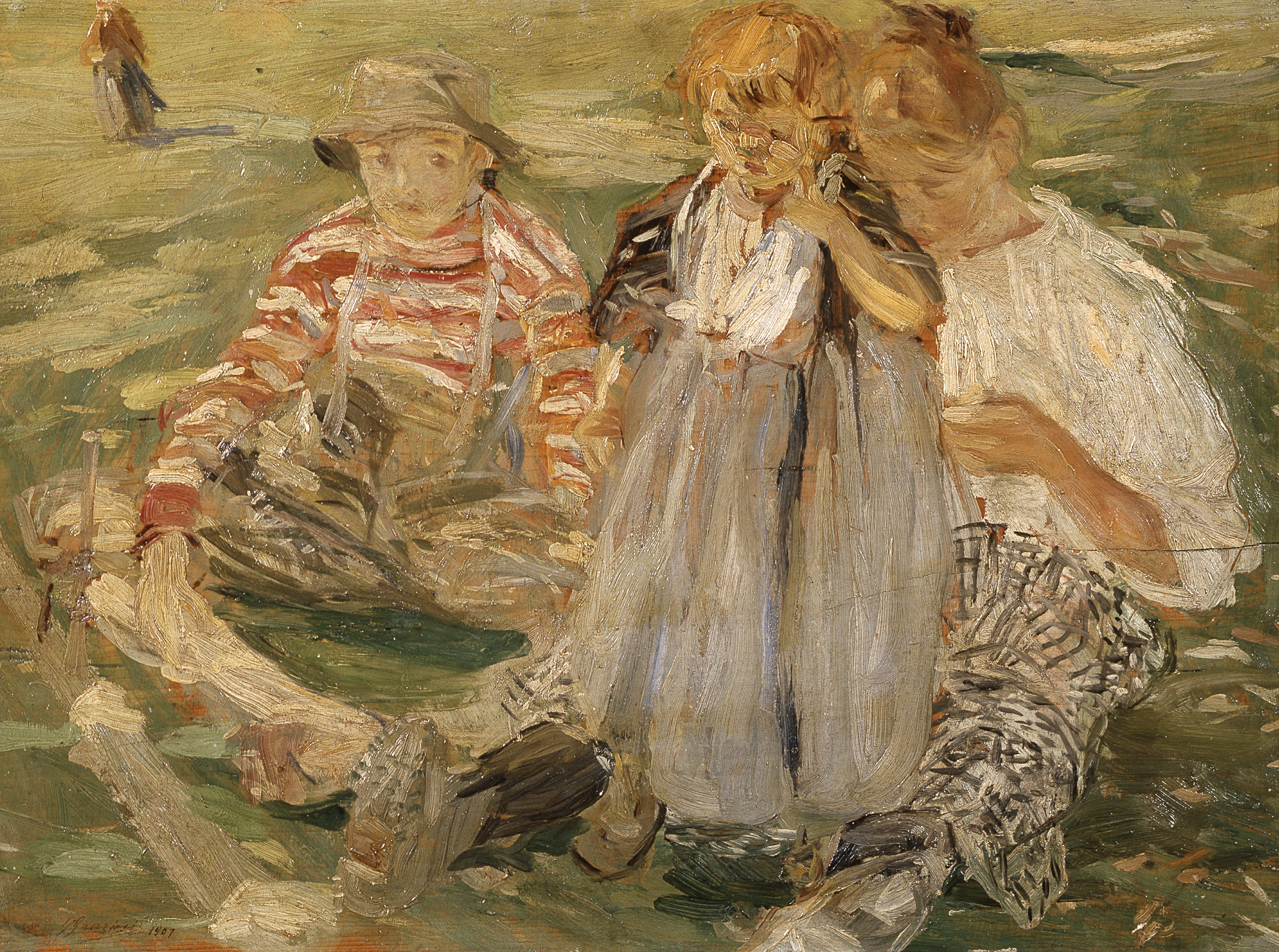
Giuseppe Graziosi, Bimbi sul prato, 1907, Modena, Gipsoteca "Giuseppe Graziosi"

### Gli anni Dieci e l'adesione al gruppo “Giovane Etruria”
La breve permanenza parigina aggiunse comunque nuovo vigore nella produzione artistica come evidenziano, nella pittura, la vicinanza con le esperienze post–impressioniste che si traduce nell’uso di una gamma coloristica dai toni forti e di una pennellata vigorosa. Ne sono un esempio l’olio L’aratura (Modena, raccolta Assicoop - Unipol) e i dipinti presentati alla mostra dei “dissidenti” organizzata in Palazzo Corsini a Firenze da Galileo Chini e Ludovico Tommasi e che vede artisti come Nomellini, Costetti, De Carolis, Andreotti e Gemignani accomunati dal desiderio di rinnovare radicalmente l’arte toscana. 

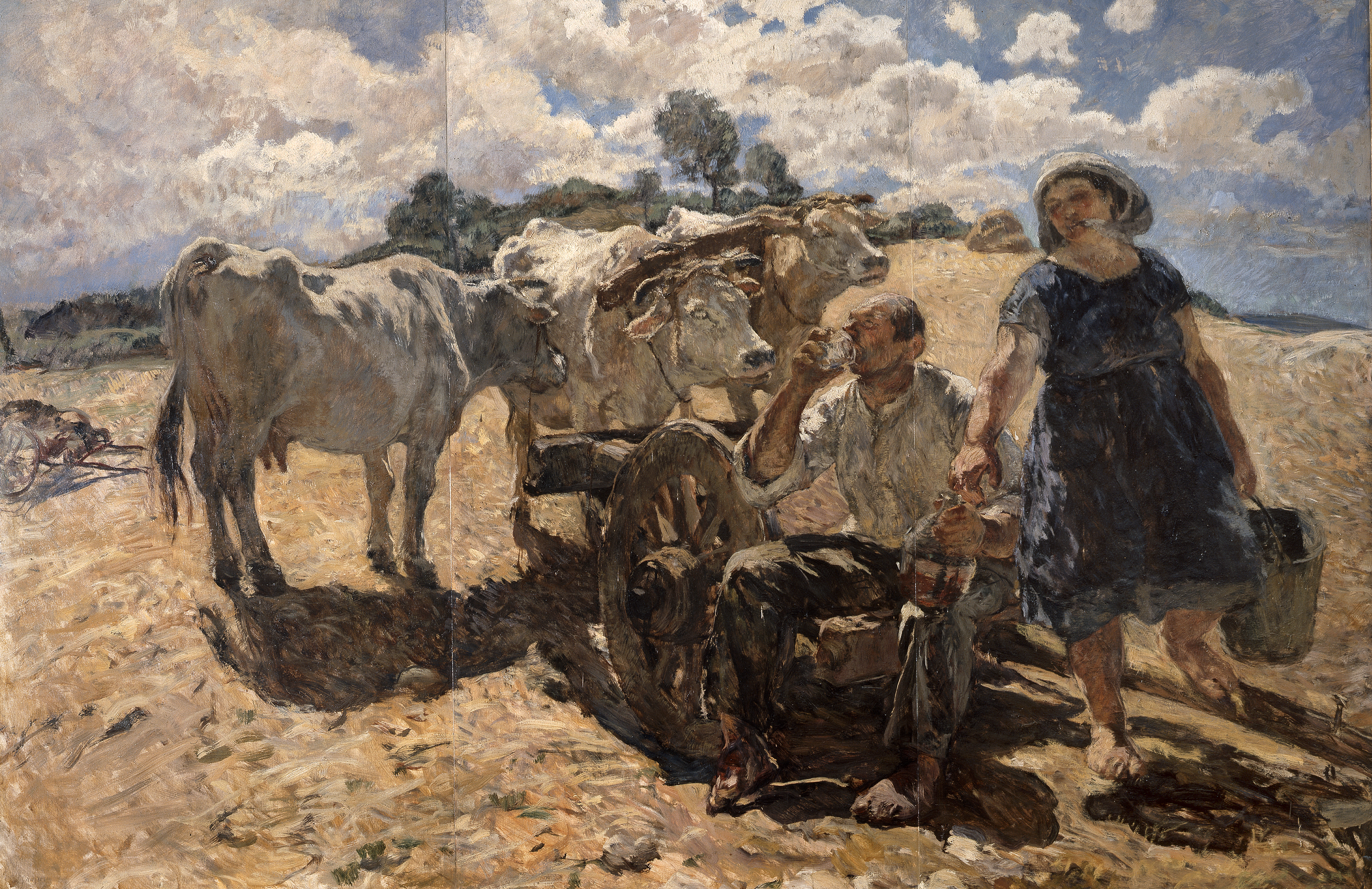
Giuseppe Graziosi, Riposo nei campi, 1925 circa, Modena, Palazzo Comunale

Graziosi, che nel 1904 aveva ripreso le lezioni presso la Scuola Libera di Nudo, vince il concorso “Baruzzi” di Bologna per due edizioni successive: nel 1904 con la scultura All’opera e nel 1908 con il dipinto Malocchio.
Nel 1906 aderisce al gruppo “Giovane Etruria” promosso da Plinio Nomellini e da Galileo Chini. I dipinti di questo periodo aventi per soggetto il mondo contadino o scene di vita famigliare – si era sposato il 5 febbraio con Bianca Coduri, conosciuta all’Accademia di Firenze, e dalla quale avrà due figli, Paolo e Rosetta – mostrano un ductus pittorico ispirato al Divisionismo non scientifico proposto da Nomellini. Col gruppo partecipa a importanti mostre: nel 1906 alla Mostra Nazionale di Milano e nel 1914 alla Mostra della Secessione Romana.

### Il richiamo dell'arte antica

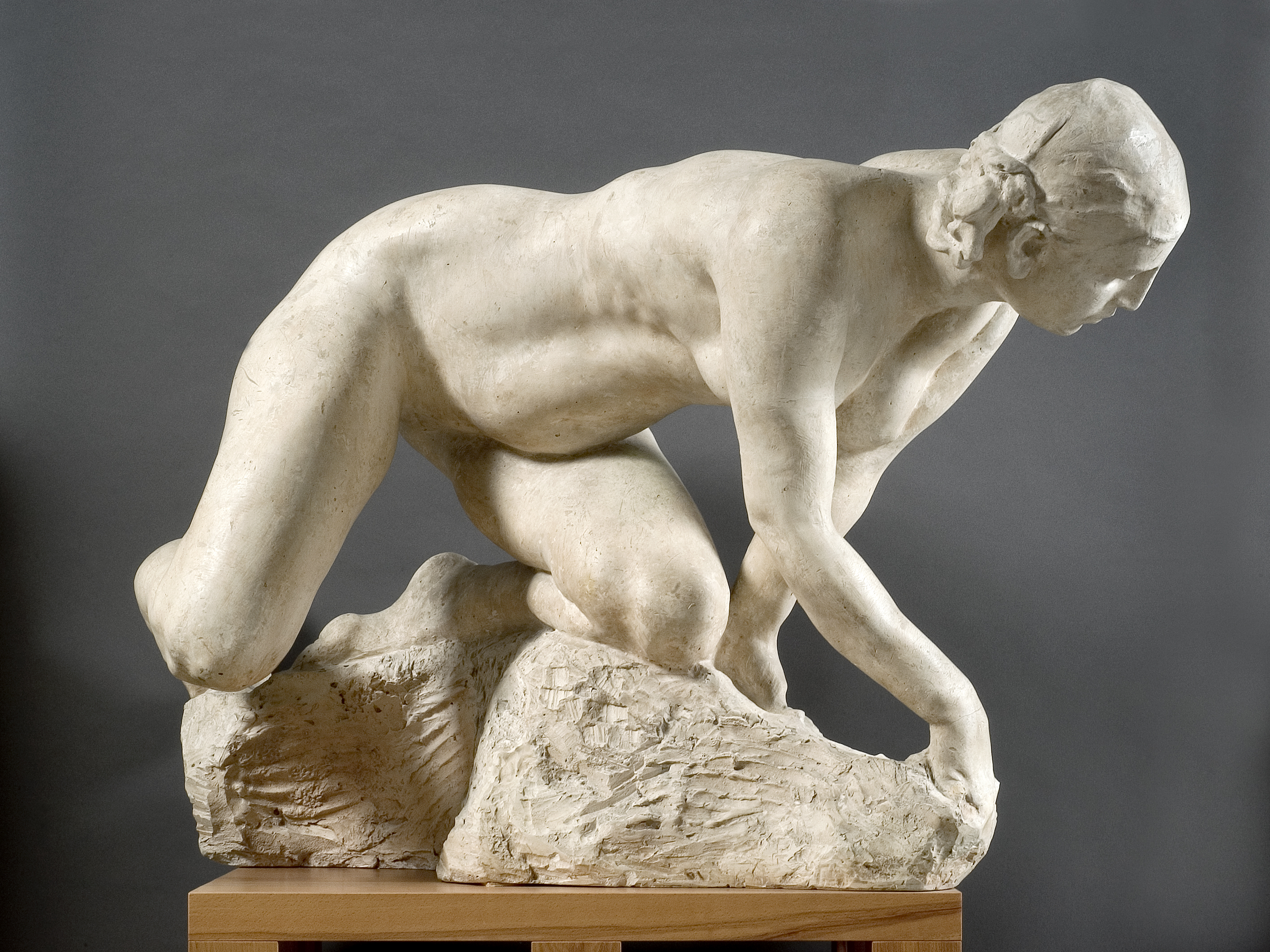
Giuseppe Graziosi, La Lupa, 1912, Modena, Gipsoteca "Giuseppe Graziosi"

Nella prima metà degli anni dieci del Novecento Graziosi, in linea con quanto andavano teorizzando i critici Ugo Ojetti e Ardengo Soffici, avverte il richiamo dell’arte rinascimentale proponendo sculture che, rispetto a quelle degli esordi, attendono a valori di sintesi e di armonia formale. Sono queste le qualità che connotano sculture quali La lupa, Susanna – premiata all’Esposizione di San Francisco del 1915 – e Bagnante, con la quale Graziosi nel 1916 vince il “Premio Umberto” all’Esposizione Nazionale di Brera. Intensa la produzione grafica di questi anni che vede l’avvicinamento dell’artista alla tecnica della litografia (Modena, raccolta Assicoop - Unipol).
Sono anni di intensa attività che lo vedono coinvolto nel concorso Internazionale per i bozzetti del monumento a Don Bosco da erigere a Torino (1913), nella realizzazione di un monumento funerario per il Cimitero Monumentale di Rosario (Santa Fè), e a importanti rassegne dedicate alla grafica, tra le quali vale la pena di ricordare la mostra degli acquafortisti italiani tenuta a Londra nel 1916.
Graziosi, parallelamente all’attività artistica, intraprende una brillante carriera accademica: risale infatti al 1914 la nomina a professore di Plastica della figura come aggiunto nella cattedra del titolare, Domenico Trentecoste, a Firenze, cui seguiranno i trasferimenti del 1915 a Milano, del 1924 a Napoli e del 1926 di nuovo a Firenze. Avrà come allievo l'italo-brasiliano Alfredo Oliani.

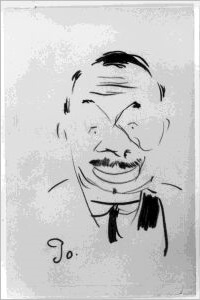
Giuseppe Graziosi, Autoritratto caricatura, 1920-1930, Modena, Gipsoteca "Giuseppe Graziosi"

Dal 24 maggio del 1915 alla fine del 1918 Graziosi è arruolato sotto le armi nel corso della prima guerra mondiale e presta servizio, come disegnatore, presso la Direzione del III Reggimento Genio-Specialisti Fotografi.

### La produzione degli anni Venti
Contemporaneamente al generale clima di “ritorno all’ordine”, gli anni Venti del Novecento registrano nella varia produzione artistica di Graziosi un ancora più decisivo rapporto con la tradizione figurativa italiana che privilegia i modelli rinascimentali e le forme esuberanti e sensuali dell’arte del Sei-Settecento. Ne sono un esempio per la scultura la Fontana dell’unione delle razze per la città di Lima (1922-1923), Pomona, La Frutta e il Compianto sul Cristo per la cappella del cimitero modenese di San Cataldo; mentre per la pittura si segnala il ciclo decorativo eseguito tra il 1925 ed il 1927 per il Palazzo della Banca di Roma a Piacenza, con soluzioni vicine ai modi di Pietro da Cortona, Tintoretto e Tiepolo. Analoghi i risultati che contrassegnano la coeva produzione grafica come evidenzia la serie completa della Via Crucis eseguita dall’artista a partire dal 1920.
Nel 1924 acquista una casa in Liguria, a Sanremo, dove, ogni anno, trascorre i mesi invernali per motivi di salute. La varietà del paesaggio ligure ispirerà all’artista diversi opere pittoriche e grafiche.
Nel 1929 al Littoriale di Bologna viene inaugurato il Monumento equestre a Mussolini. Un episodio questo che dopo la morte di Graziosi getterà ombra sulla futura vicenda critica.

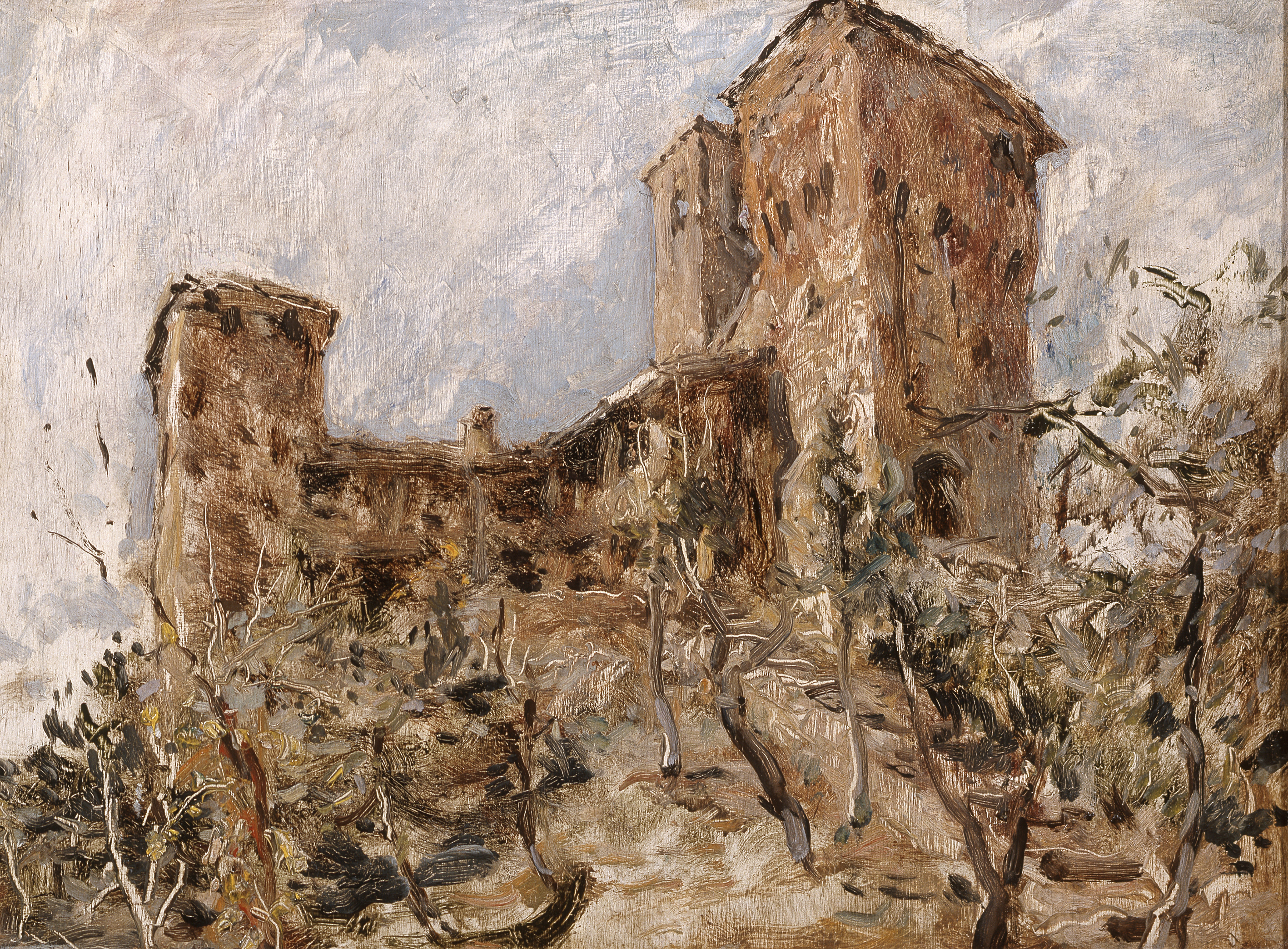
Giuseppe Graziosi, Il castello di Maranello, 1936 - 1942, Modena, Gipsoteca "Giuseppe Graziosi"

### La produzione degli anni Trenta e Quaranta
Gli anni Trenta vedono un’ulteriore affermazione dell’artista che continua a prendere parte a importanti occasioni espositive quali le Quadriennali di Roma (1931, 1935 e 1939) e la prima Esposizione nazionale d’Arte sportiva organizzata nel 1936 dal Comitato olimpico nazionale italiano al Palazzo delle Esposizioni di Roma.
Tra il 1931 ed 1938 realizza le fontane modenesi tra le quali si ricordano la Fontana dei due fiumi e quella del mercato coperto di via Albinelli. Accanto a questo tipo di produzione si segnalano sculture caratterizzate da una maggiore enfasi espressionistica quali Il San Cristoforo (Modena, Museo Civico) e L’estasi di San Gerolamo (Modena, raccolta Assicoop - Unipol).
Nel 1936 viene nominato Cavaliere dell’Ordine della Corona d’Italia e acquista il Castello di Maranello dove fissa la sua residenza estiva e allestisce lo studio nella chiesa annessa trasferendovi anche la gipsoteca.

## La partecipazione alle Esposizioni e l'attività accademica

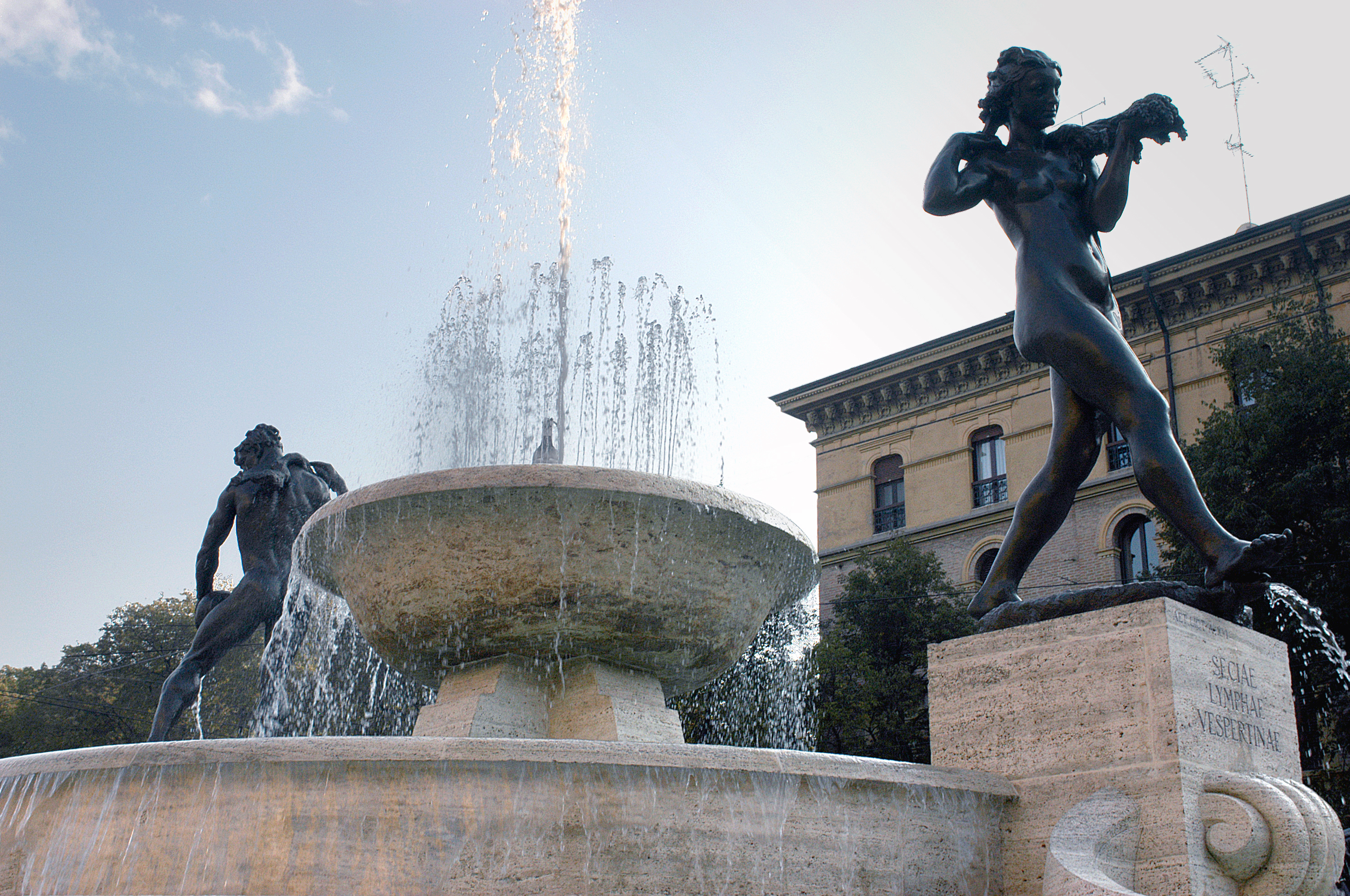
Giuseppe Graziosi, Fontana dei due fiumi, 1939, Modena, Largo Garibaldi

Graziosi prende parte a importanti rassegne espositive tra le quali si ricordano l'Esposizione Universale di Parigi (1900), le Esposizioni Internazionali di Venezia (dal 1903 al 1942), quella di San Francisco (1915), l'Esposizione degli acquafortisti di Londra (1916) e la Quadriennale di Roma (1931, 1935).
All'artista vengono dedicate importati mostre personali: nel 1918 a Firenze, in Palazzo Antinori; nel 1919 alla Galleria Pesaro di Milano, nel 1940 alla XXII Esposizione Internazionale di Venezia e nel 1941 alla Galleria del Milione a Milano, la prima, questa, di soli disegni.
In qualità di docente di scultura insegna nelle Accademie di Belle Arti di Milano, Napoli e Firenze.

## La fortuna critica
Determinanti per la vicenda critica del Graziosi saranno la mostra allestita nel 1963 in Palazzo Strozzi a Firenze e l’approfondito studio sull’artista condotto da Gabriella Guandalini nel primo catalogo dedicato alla Gipsoteca Graziosi del Museo civico di Modena, recentemente aggiornato, e gli interventi di Francesca Petrucci che ne chiariscono la posizione nel più ampio contesto della situazione figurativa nazionale ed internazionale.

## La Gipsoteca “Giuseppe Graziosi”

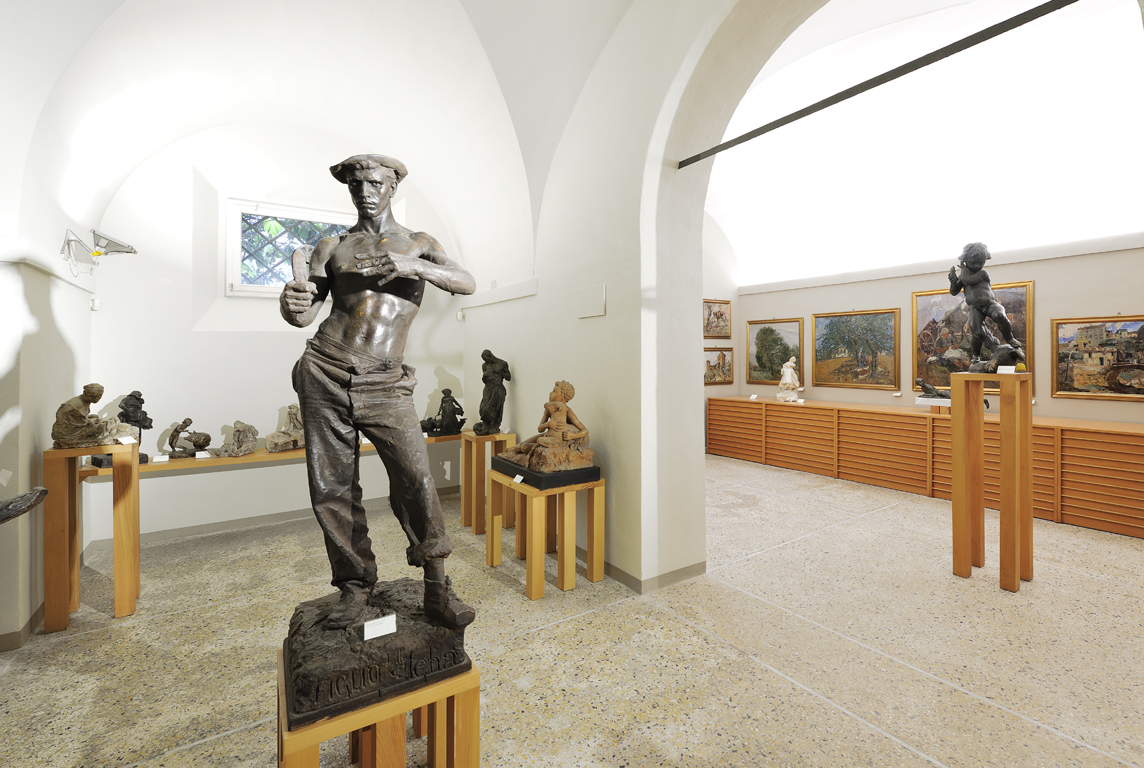
La Gipsoteca "Giuseppe Graziosi" del Museo Civico di Modena

La gipsoteca è stata istituita a Modena nel 1984 in seguito alla donazione da parte degli eredi di una cospicua raccolta di opere plastiche, pittoriche e grafiche dell'artista Giuseppe Graziosi. Dopo una prima collocazione presso l’Istituto San Paolo, nel 1994 la Gipsoteca è stata allestita a piano terra di Palazzo dei Musei.
Le opere esposte consentono di ripercorrere le fasi salienti della multiforme vicenda artistica di Graziosi, dall'iniziale adesione alle tematiche del verismo sociale alle ricerche espressive stimolate dalla visione diretta delle opere di Rodin, all'interesse per la vita e i personaggi del mondo contadino, uno dei temi fondamentali della sua produzione.
La raccolta grafica, ordinata in cassettiere ispezionabili, è costituita da litografie e incisioni che si collocano entro un ampio arco cronologico e propongono vari temi con una varietà di tecniche che testimoniano l'instancabile volontà del Graziosi di sperimentarne tutte le capacità espressive.

## L'archivio fotografico

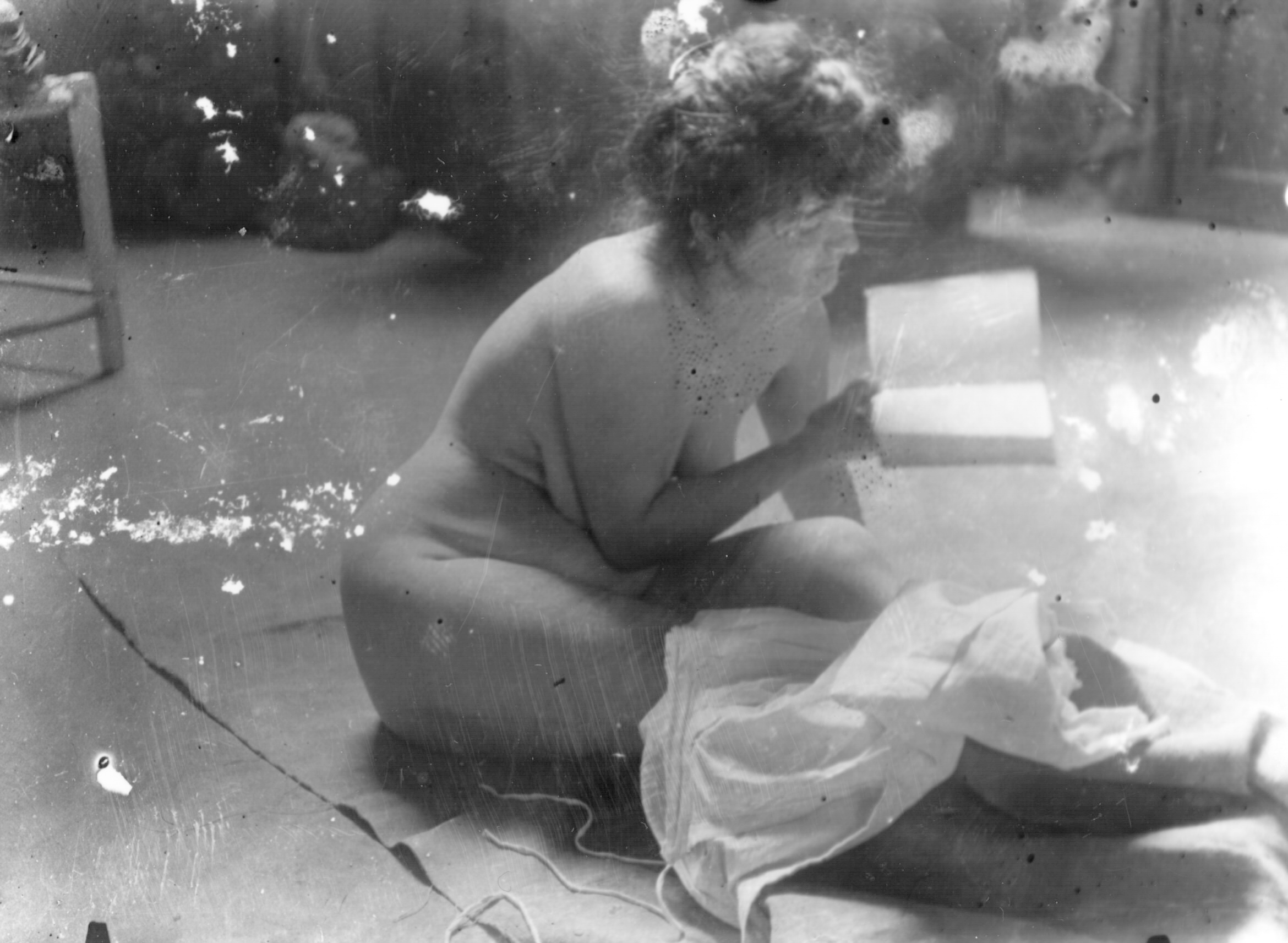
Giuseppe Graziosi, Modella in posa, 1900-1907, Modena, Museo Civico

L'archivio fotografico donato dagli eredi Graziosi nel 1999 è costituito da 2144 immagini realizzate dall'artista su supporti diversi: lastre stereoscopiche negative e positive, negativi su lastre di vetro e gelatine su pellicola di nitrato.
Proseguendo su una strada percorsa da numerosi artisti già dalla metà dell'Ottocento, Graziosi demanda alla macchina fotografica il ruolo svolto tradizionalmente dagli appunti grafici raccolti nel blocco degli schizzi e se ne serve per formare un repertorio di immagini da cui attinge spunti narrativi, personaggi, azioni, effetti in movimento e di luce, sfondi di paesaggio e prospettive urbane che riprende e rielabora più volte anche a distanza di molti anni, trasportandoli di volta in volta nelle tecniche artistiche a lui più congeniali sino ad esaurirne tutte le potenzialità espressive.